# Tachyoryctes rex
La rata topo real africana, rata topo real,  o rata topo alpina, (Tachyoryctes rex) es un roedor de madriguera del género Tachyoryctes de la familia Spalacidae. Sólo se da en las alturas del monte Kenia, donde es común. Originalmente descrita como una especie separada relacionada con la rata topo africana de las montañas Aberdare (T. audax) en 1910, algunos la clasifican como la misma especie que la rata topo de África Oriental (T. splendens).
Es una especie muy grande, de color parduzco, con una longitud de la cabeza y el cuerpo que oscila entre 222 y 268 mm. Las crías son oscuras con manchas blancas irregulares en las partes inferiores. El animal construye grandes madrigueras y quizá montículos asociados y se alimenta de raíces de plantas.

## Taxonomía
En 1909, John Alden Loring recolectó el holotipo durante la expedición Smithsonian-Roosevelt a África, dirigida por Theodore Roosevelt. Al año siguiente, Edmund Heller describió la especie como Tachyoryctes rex; pensó que estaba estrechamente relacionada con otra especie de Kenia, T. audax. En 1919, Ned Hollister proporcionó información adicional utilizando más material, y afirmó la relación entre T. rex y T. audax. Observó que los dos eran similares en coloración, pero que T. rex era mucho más grande; según Heller, T. audax es algo más oscuro en color. Desde 1974, algunos trabajos taxonómicos han incluido T. rex y muchas otras especies de Tachyoryctes en T. splendens, aunque sin evaluar los caracteres distintivos de las especies previamente reconocidas. La Lista Roja de la UICN de 2009 sigue esta disposición,  pero la tercera edición de 2005 de Mammal Species of the World describe a T. rex como una "especie distintiva".

## Descripción

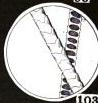
Pelo de Tachyoryctes rex.

Tachyoryctes rex es una especie de gran tamaño y pelaje esponjoso, de color marrón rojizo por encima y marrón más claro por debajo. La punta del hocico y la garganta son negras, y una zona alrededor de la boca es blanca. Las patas son marrones, pero los dedos son blancos. La cola es oscura por encima y blanquecina por debajo. Los machos son más grandes que las hembras. Los animales jóvenes tienen pelaje oscuro, con algunas zonas blancas irregulares en las partes inferiores. En los animales jóvenes, el área de la corona de los molares es pequeña, pero crece con el desgaste en la edad adulta hasta alcanzar un máximo, tras lo cual vuelve a encogerse. El iris es marrón grisáceo oscuro. En 14 ejemplares, la longitud de la cabeza y del cuerpo es de 222 a 268 mm, la longitud de la cola es de 54 a 80 mm, la longitud de las patas traseras es de 29 a 33 mm y la longitud del cráneo (condilobasal) es de 47 a 57 mm.
En comparación con los de Tachyoryctes audax, los huesos nasales son más grandes y tienen ángulos a los lados. El T. annectens, que es casi tan grande, tiene dientes y nasales más pequeños; en el T. rex, el basioccipital es más ancho, y la parte posterior de la mandíbula (maxilar inferior) está mejor desarrollada y tiene la cápsula del incisivo colocada más hacia delante.

## Distribución, ecología y comportamiento
El Tachyoryctes rex se encuentra en las laderas norte y este del Monte Kenia, Kenia, a elevaciones de hasta 4.500 m. Es común justo por encima del límite superior del bosque en el páramo inferior. Una hembra encontrada el 5 de octubre tenía un gran embrión. El T. rex construye grandes montículos con diámetros de hasta 6 m. Algunos han interpretado estos montículos como construidos por termitas,  pero las termitas no se dan a estas elevaciones en el Monte Kenia. Desde esos montículos, las madrigueras pueden extenderse hasta 50 m y tener hasta 1 m de profundidad. Una de las cámaras se utiliza para orinar y defecar y para almacenar materia vegetal; produce una cantidad considerable de calor. En otras cámaras, el T. rex construye grandes nidos de hierba. El animal se alimenta de raíces vegetales. Su presencia provoca un cambio en la vegetación de los túmulos, que tienen menos hierbas y más plantas leñosas, tal vez porque el animal come raíces de plantas o porque se altera el suelo.